# بیدخون
بیدخون نام شهری از توابع بخش مرکزی شهرستان عسلویه در استان بوشهر در جنوب ایران واقع است. طبق سرشماری سال ۱۳۹۵ جمعیت آن ۸٫۸۸۶ نفر می‌باشد.
شهر بیدخون پس از موافقت نامه هیئت دولت عملاً در تاریخ ۲۹ شهریور ۱۳۹۸ از روستا به شهر تبدیل شد.
البته لازم به توضیح است که بیدخون همچین  نام کوهی با عنوان(تنگ بیدخون) در شهر میمند(محله شبانکاره) واقع در استان فارس نیز هست که قدمت باغات واقع در این کوه به اوایل دوره ساسانیان باز میگردد.

## موقعیت
این شهر در ۷ کیلومتری سمت مغرب دهنو و ۵ کیلومتری شرق عسلویه واقع شده‌است.
از شمال [کوه، از جنوب هاله نابند، از مغرب عسلویه، و از سمت مشرق به کوه محدود می‌گردد.

## تاریخ و وجه تسمیه بیدخون
رضا طاهری در کتاب از مروارید تا نفت در معرفی بیدخون این گونه می‌نویسد: بیذخان، بیدخان که خان پسوند مکانی و از کلمه خانه و خان گرفته شده‌است. خان به معنای چشمه نیز می‌باشد. بیذ یا بیذه یا بیاذه و بیذق و بیدق از یک ریشه‌اند و به معنای سرباز و مردان جنگی باشد که در حرکت چابک‌اند. کلمه پیاده از همین ریشه است. پیاده به‌معنای کسی است که بر پایش راه می‌رود و بیذق یا بیدق را سرباز شطرنج و به معنای راهنما و راهبر مسافرت نیز گفته‌اند.
وجه تسمیه بیدخون را باید بیذق خانه یا بیدق خانه دانست و با توجه به‌وضعیت چشمه بیدخون و وجود آب انبارهای قدیمی و بزرگ در این منطقه می‌توان به وجود آموزش یا هسته نیروهای چابک و چالاک در این منطقه اشاره کرد که علاوه بر انتظام امور ساحل دریای فارس و مرزبانی، به راهنمایی کاروان‌های بازرگانی و کشتی‌های دریایی نیز کمک می‌کرده‌اند.
بیدخون در کناره کوه و دریا و در کناره جنگل‌های حرا قرار گرفته‌است. حرا تنها درخت رویدنی و همیشه سرسبز در آب‌های شور خلیج فارس است.
بیدخون در جغرافیای ایران نام کوهی در حدود سه هزار متر ارتفاع و از توابع کرمان است که در کنار آن روستاهای بیدوئیه و بیدستون قراردارد.
بیدخون با چشمه آب شیرین‌اش از روزگار گذشته مورد توجه دریانوردان و مسافران سیراف و نایبند بوده‌است. رضا طاهری محقق تاریخ جغرافیای خلیج فارس با استناد به نام بیدخون در فارس نامه ابن بلخی بیدخون را روستای مهم در قرن‌های چهار و پنج می‌داند و بااشاره به ذکر چشمهٔ بیدخون در فارس نامه ناصری بیدخون را در جغرافیای تاریخی جنوب ایران مهم می‌داند.
در فارس‌نامه ناصری آمده‌است: چشمه بیدخون واقع در بلوک مالکی و شمال قریه بیدخون آب آن از کوه دروک و میانه بلوک گله دار و بلوک مالکی برخاسته و به مسافت صد گز و بیشتر و از کوه به دره ریخته و چون از دره به کوه بیرون رود در حوالی قریه بیدخون باغ‌ها و زراعت را آب دهد و در تمامی سواحل دریای فارس چشمه‌ای آب شیرین، گواراتر از این چشمه یافت نشود.